# 엔솔바이오사이언스
주식회사 엔솔바이오사이언스(영어: Ensol Biosciences)는 대전광역시 유성구 테크노10로 51에 본사를 둔 펩타이드 신약 개발 기업이다.